# 민간 목활자 및 인쇄용구
민간 목활자 및 인쇄용구(民間 木活字 및 印刷用具)는 서울특별시 서초구 국립중앙도서관에 있는, 민간 인쇄물에 사용된 나무 활자 및 각종 인쇄 용구들이다. 1986년 3월 14일 대한민국의 보물 제865호로 지정되었다.

## 개요
민간 목활자 및 인쇄용구(民間 木活字 및 印刷用具)는민간 인쇄물에 사용된 나무 활자 및 각종 인쇄 용구들이다.
나무 활자는 조선 순조 때부터 일제시대까지 주로 민간 인쇄물을 찍어 내는데 사용되었는데, 누가 언제 처음으로 제작하였는지는 기록이 없어 자세히 알 수 없다.
활자는 모두 19상자가 전하는데, 18상자에는 중간자(字)를 담아 두었고, 나머지 한 상자에는 대자와 소자 등을 담아 두었다. 활자를 만든 솜씨가 조잡하고, 이곳저곳으로 가지고 다니면서 비용을 받고 찍어주고 그곳의 간인(刊印)임을 뜻하는 기록들을 다양하게 남겨 놓아 이것이 민간 소유였음을 잘 알 수 있다. 이 활자로 찍어낸 다향한 책의 종류가 함께 전하고 있는데, 그 중에는 1919년 인쇄되었다는 기록이 남아 있기도 하다.
인쇄용구로는 조각칼 2개, 송곳 5개, 실톱 2개, 대젓가락 7벌, 먹솔 1개, 먹판 1개, 고리짝 1개 등이 남아 있고, 낱장의 인쇄물도 조금 남아 있다. 
이 활자의 유래를 적은『문헌보국』의 기록에 따르면, 충청도의 누군가에 의해 보관되어 내려오던 것을 국립도서관에서 1942년에 인수했다고 한다. 본래 호남지방에서 제작되어 그 일대에서 민간이 필요로 하는 인쇄물을 찍어내는데 기여했던 것으로 추측된다.

## 참고 자료
- 민간 목활자 및 인쇄용구 - 국가유산청 국가유산포털